# Pierre Marie Phạm Ngọc Chi
Pierre Marie Phạm Ngọc Chi (Tôn Đạo, 14 maggio 1909 – 21 gennaio 1988) è stato un vescovo cattolico vietnamita.

## Biografia
Pierre Marie Phạm Ngọc Chi nacque il 14 maggio 1909 a Tôn Đạo, località oggi appartenente al comune di Ân Hòa del distretto Kim Sơn nella provincia di Ninh Binh. 
Iniziò gli studi religiosi a undici anni, entrando nel 1920 nella scuola Ba Làng e l'anno successivo nel seminario minore di Phúc Nhạc. Nel 1927 entrò al Roman Mission College per completare gli studi.
Fu ordinato presbitero Il 23 dicembre 1933 a Roma nella Basilica di San Giovanni in Laterano dal cardinale Francesco Marchetti Selvaggiani. Dopo l'ordinazione sacerdotale continuò gli studi a Roma frequentando l'Università Apollinare, ottenendo il dottorato in filosofia e il baccalaureato in teologia e in diritto canonico. Nel 1935 si recò in Francia per studiare legge all'Università di Parigi. 
Tornato in Vietnam nel 1936, fu professore al seminario di Phát Diêm e nel 1944 ne fu nominato vicerettore. Nel 1945 divenne consigliere del vescovo Thaddée Anselme Lê Hữu Từ in questioni legali e politiche. Nel 1946 venne nominato giudice capo del tribunale matrimoniale diocesano e membro del consiglio diocesano. 
Nel 1947 fu promosso direttore del seminario di Phát Diêm.
Il 3 febbraio 1950 fu nominato vicario apostolico di Bùi Chu da papa Pio XII e gli fu assegnata la sede titolare di Sozopoli di Emimonto. Ricevette l'ordinazione episcopale il 4 agosto 1950 per l'imposizione delle mani del vescovo di Phát Diêm Thaddée Anselme Lê Hữu Từ.
Come monsignor Lê, ebbe una grande partecipazione alla formazione delle forze di autodifesa cattoliche, trasformando il territorio di Bùi Chu in una sorta di regione autonoma con diritti di governo separati dalla repubblica democratica del Vietnam.
Nel 1950 i francesi controllavano gran parte dell'Indocina. Tuttavia, i territori di Bùi Chu e Phát Diêm furono relativamente autonomi a condizione di non scendere a compromessi contro i francesi e di osteggiare il Viet Minh.
Con la sconfitta della Francia nella guerra d'Indocina, il Vietnam fu diviso in due e monsignor Phạm fu costretto a fuggire a sud. 
Non potendo più tornare al nord e governare direttamente la diocesi, rassegnò le dimissioni dall'ufficio di vicario apostolico il 5 marzo 1960. 
Il 24 novembre 1960 papa Giovanni XXIII con la bolla Venerabilium Nostrorum elevò a diocesi il vicariato apostolico di Quy Nhơn e ne fu nominato primo vescovo.
Dopo poco più di due anni, il 18 gennaio 1963 con la bolla Naturalis in vitae sempre papa Giovanni XXIII eresse la nuova diocesi di Đà Nẵng, nominandolo primo vescovo.
Resse la diocesi per 25 anni e, dopo la riunificazione del Vietnam nel 1975, dovette affrontare diverse problematiche causate dal governo, in particolare con i sequestri e le chiusure di molte strutture diocesane.
Partecipò a tre delle quattro sessioni del Concilio Vaticano II. 
Morì il 21 gennaio 1988 all'età di 78 anni.

## Genealogia episcopale e successione apostolica
La genealogia episcopale è:
- Cardinale Scipione Rebiba
- Cardinale Giulio Antonio Santori
- Cardinale Girolamo Bernerio, O.P.
- Vescovo Claudio Rangoni
- Arcivescovo Wawrzyniec Gembicki
- Arcivescovo Jan Wężyk
- Vescovo Piotr Gembicki
- Vescovo Jan Gembicki
- Vescovo Bonawentura Madaliński
- Vescovo Jan Małachowski
- Arcivescovo Stanisław Szembek
- Vescovo Felicjan Konstanty Szaniawski
- Vescovo Andrzej Stanisław Załuski
- Arcivescovo Adam Ignacy Komorowski
- Arcivescovo Władysław Aleksander Łubieński
- Vescovo Andrzej Stanisław Młodziejowski
- Arcivescovo Kasper Kazimierz Cieciszowski
- Vescovo Franciszek Borgiasz Mackiewicz
- Vescovo Michał Piwnicki
- Arcivescovo Ignacy Ludwik Pawłowski
- Arcivescovo Kazimierz Roch Dmochowski
- Arcivescovo Wacław Żyliński
- Vescovo Aleksander Kazimierz Bereśniewicz
- Arcivescovo Szymon Marcin Kozłowski
- Vescovo Mečislovas Leonardas Paliulionis
- Arcivescovo Bolesław Hieronim Kłopotowski
- Arcivescovo Jerzy Józef Elizeusz Szembek
- Vescovo Stanisław Kazimierz Zdzitowiecki
- Cardinale Aleksander Kakowski
- Papa Pio XI
- Vescovo Jean-Baptiste Nguyễn Bá Tòng
- Vescovo Thaddée Anselme Lê Hữu Từ, O.Cist.
- Vescovo Pierre Marie Phạm Ngọc Chi

La successione apostolica è:
- Vescovo François Xavier Nguyễn Quang Sách (1975)